# Umm al-walad

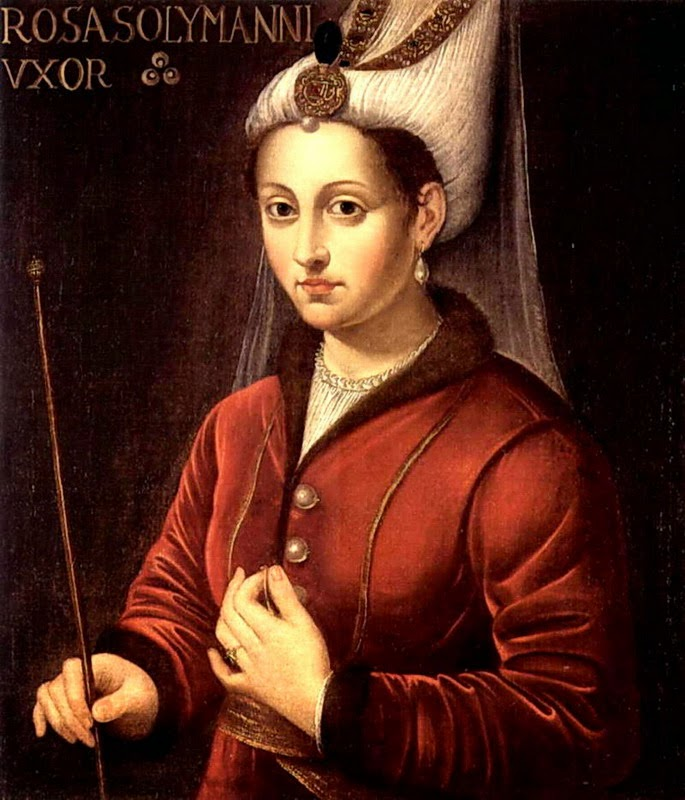
Roksolana, ofiara krymskiego handlu niewolnikami, została umm al-walad po urodzeniu dziecka swojego właściciela, sułtana Sulejmana Wspaniałego.

Umm al-walad (arab. ‏أم الولد‎, "Matka dziecka") – tytuł nadawany w świecie muzułmańskim konkubinie-niewolnicy, która urodziła dziecko swojego pana.
Kobiety te były uważane za własność i mogły być sprzedawane przez swoich właścicieli. Było to wówczas dozwolone na mocy surowych zasad i przepisów Mahometa.
Po śmierci Mahometa, drugi kalif Umar ibn al-Chattab, zatwierdził politykę, która zabraniała właścicielom sprzedaż lub podarowania ich umm al-walad, a po śmierci właścicieli miały one otrzymać wolność. Ali ibn Abi Talib, ostatni z czterech kalifów prawowiernych oraz kuzyn i zięć Mahometa, początkowo zgodził się z decyzją Umara. Jednak po śmierci Umara i śmierci Usmana ibn Affana, trzeciego kalifa prawowiernego, który również utrzymywał tę politykę, Ali zmienił ją w późniejszym okresie swojego kalifatu, oświadczając, że umm al-walad nadal nadają się do sprzedaży, pomimo urodzenia dziecka właściciela.
Pogląd Alego został ostatecznie włączony do szyizmu, wraz z akceptacją tymczasowych małżeństw, tz. małżeństw mut’a. Wszystkie główne sunnickie szkoły prawa przyjmują perspektywę Umara, że umm al-walad nie powinna być sprzedawana i powinna otrzymać wolność po śmierci jej właściciela. Dzieci urodzone przez umm al-walad z jej panem były uważane za wolno urodzone i prawowite, i często były traktowane podobnie do innych dzieci urodzonych przez wolne żony pana.
Jeśli niezamężna niewolnica urodziła dziecko, a jej właściciel nie uznał rodzicielstwa, niewolnica musiała ponieść odpowiedzialność za przestępstwo zwane jako zina.

## Znane umm al-walad
- Roksolana
- Jijak[8][9]
- Shaghab[10][11]
- Fitna[12]
- Dastanbuwayh[11]